# Charlie Monroe

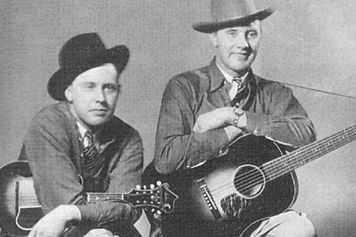
Charlie Monroe (rechts) mit Bruder Bill 1936

Charles „Charlie“ Monroe (* 4. Juni 1903 in Rosine, Kentucky; † 27. September 1975) war ein US-amerikanischer Countrysänger. Er war der Bruder des berühmten Bill Monroe, dem „Father of Bluegrass“.

## Leben

### Kindheit und Jugend
Charlie Monroe wurde in Rosine geboren, er war der ältere Bruder von Bill Monroe und der jüngere Bruder von Byrch Monroe. Als Kind lernte Charlie von seinen Eltern, die beide sehr musikalisch waren, Fiddle spielen. Oft halfen die Kinder den Eltern auf ihrer Farm. Um die Familie und ihre anderen Geschwister ernähren zu können, zogen Bill, Charlie und Birch nach Indiana, wo sie ihn einer Ölraffinerie arbeiteten. 1927 traten sie erstmals in Gary, Indiana in einem Radiosender auf. Ihr Vater, Buchanan Monroe, der zu diesem Zeitpunkt gesundheitlich stark angeschlagen war, ritt auf einem Pferd trotzdem von Kentucky nach Indiana, um das Debüt seiner Söhne zu erleben. Kurz danach verstarb nicht nur er, sondern auch seine Frau Melissa.

### Karriere

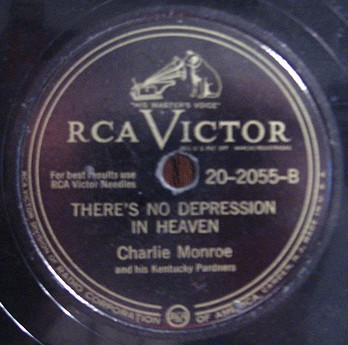
There’s No Depression In Heaven, Charlie Monroe’s Kentucky Boys

Nach dem Tod der Eltern verließ Byrch Monroe das Trio, Bill und Charlie traten jedoch weiter öffentlich auf. 1936 bekamen die beiden einen Plattenvertrag bei den RCA Records. Dort begann Charlies professionelle Musikkarriere. Als die Monroe Brothers konnten sie bis 1939 große Erfolge verzeichnen. Danach trennten sich die beiden eigenwilligen Brüder.
Charlies Plattenvertrag wurde bei RCA verlängert, so dass er weiterhin Platten veröffentlichen konnte. Mit seiner Begleitband, den Kentucky Partners, hatte er bis in die frühen 1950er hinein einige Hits. Einer seiner bekanntesten Stücke ist Mother’s Not Dead, Only A-Sleepin’, das auch von seinem Bruder Bill aufgenommen wurde. In den 1960er-Jahren nahm Monroe mit seinem Bruder ein gemeinsames Album auf. In seiner Band spielten unter anderem Ramblin’ Tommy Scott sowie Lester Flatt. Bis ins hohe Alter trat er im KWKH Louisiana Hayride und im Brown County Jamboree auf.
1943 hatte er sich mit seiner Frau Elizabeth Monroe (gebürtige Miller), die er 1939 geheiratet hatte, eine Farm in Beaver Dam, Kentucky gekauft, auf der er bis zu seinem Tod wohnte. Das Haus, in dem sie wohnten, hatte er selbst gebaut.
Charlie Monroe wurde 2002 in die America’s Old Time Country Music Hall of Fame aufgenommen.

## Titel (Auswahl)
- Mother’s Not Dead, Only Sleepin’
- That Wild Black Engine
- Good Morning to You
- Neath a Cold Gray Tomb of Stone
- Who’s Callin’ You Sweetheart Tonight?
- Grave at the Foot of the Mountain
- When I´m gone